# Chémery
Chémery – miejscowość i gmina we Francji, w Regionie Centralnym, w departamencie Loir-et-Cher.
Według danych na rok 1990 gminę zamieszkiwało 875 osób, a gęstość zaludnienia wynosiła 26 osób/km² (wśród 1842 gmin Regionu Centralnego Chémery plasuje się na 452. miejscu pod względem liczby ludności, natomiast pod względem powierzchni na miejscu 270.).